# La città prigioniera (film 1962)
La città prigioniera è un film del 1962 diretto da Mario Chiari e Joseph Anthony, tratto dal romanzo The Captive City di John Appleby.

## Trama
Atene, 1945: il maggiore Peter Whitfield, col suo piccolo contingente militare, si trova assediato nell'hotel Zeus da parte di partigiani greci comunisti. Il maggiore deve difendere l'hotel a ogni costo perché è pieno di armi ma nonostante tutti i suoi sforzi l'albergo alla fine viene minato. Whitfield e un gruppo di persone che erano rimaste con lui riusciranno a mettersi in salvo prima che l'edificio salti in aria.